# Dirty Work (álbum de All Time Low)
Dirty Work é o quarto álbum da banda norte-americana All Time Low, lançado em 7 de junho de 2011 nos Estados Unidos. Debutou na sexta posição da Billboard 200, pela venda de 44 mil cópias em sua primeira semana nos Estados Unidos.

## Faixas
| Edição padrão |                                            |         |  |
| N.º           | Título                                     | Duração |  |
| 1.            | "Do You Want Me (Dead?)"                   | 2:47    |  |
| 2.            | "I Feel Like Dancin'"                      | 3:01    |  |
| 3.            | "Forget About It"                          | 2:49    |  |
| 4.            | "Guts" (feat. Maja Ivarsson de The Sounds) | 3:18    |  |
| 5.            | "Time-Bomb"                                | 3:30    |  |
| 6.            | "Just the Way I'm Not"                     | 3:18    |  |
| 7.            | "Under a Paper Moon"                       | 3:03    |  |
| 8.            | "Return the Favor"                         | 3:41    |  |
| 9.            | "No Idea"                                  | 4:25    |  |
| 10.           | "A Daydream Away"                          | 4:13    |  |
| 11.           | "That Girl"                                | 3:12    |  |
| 12.           | "Heroes"                                   | 3:26    |  |

| Faixas bônus da edição deluxe |                                                  |         |  |
| N.º                           | Título                                           | Duração |  |
| 13.                           | "Get Down on Your Knees and Tell Me You Love Me" | 3:00    |  |
| 14.                           | "My Only One"                                    | 4:22    |  |
| 15.                           | "Merry Christmas, Kiss My Ass"                   | 3:12    |  |
| 16.                           | "Bad Enough for You"                             | 3:14    |  |

## Paradas musicais
| Parada (2009)                             | Melhor posição |
| ----------------------------------------- | -------------- |
| Austrália (Australian Albums Chart)       | 13             |
| Bélgica (Belgian Albums Chart - Flanders) | 83             |
| Canadá (Canadian Albums Chart)            | 14             |
| Estados Unidos (Billboard 200)            | 6              |
| Países Baixos (Dutch Albums Chart)        | 67             |
| Irlanda (Irish Albums Chart)              | 34             |
| Reino Unido (UK Albums Chart)             | 20             |